# Corydalis wilsonii
Corydalis wilsonii är en vallmoväxtart som beskrevs av Nicholas Edward Brown. Corydalis wilsonii ingår i släktet nunneörter, och familjen vallmoväxter. Inga underarter finns listade i Catalogue of Life.

## Bildgalleri

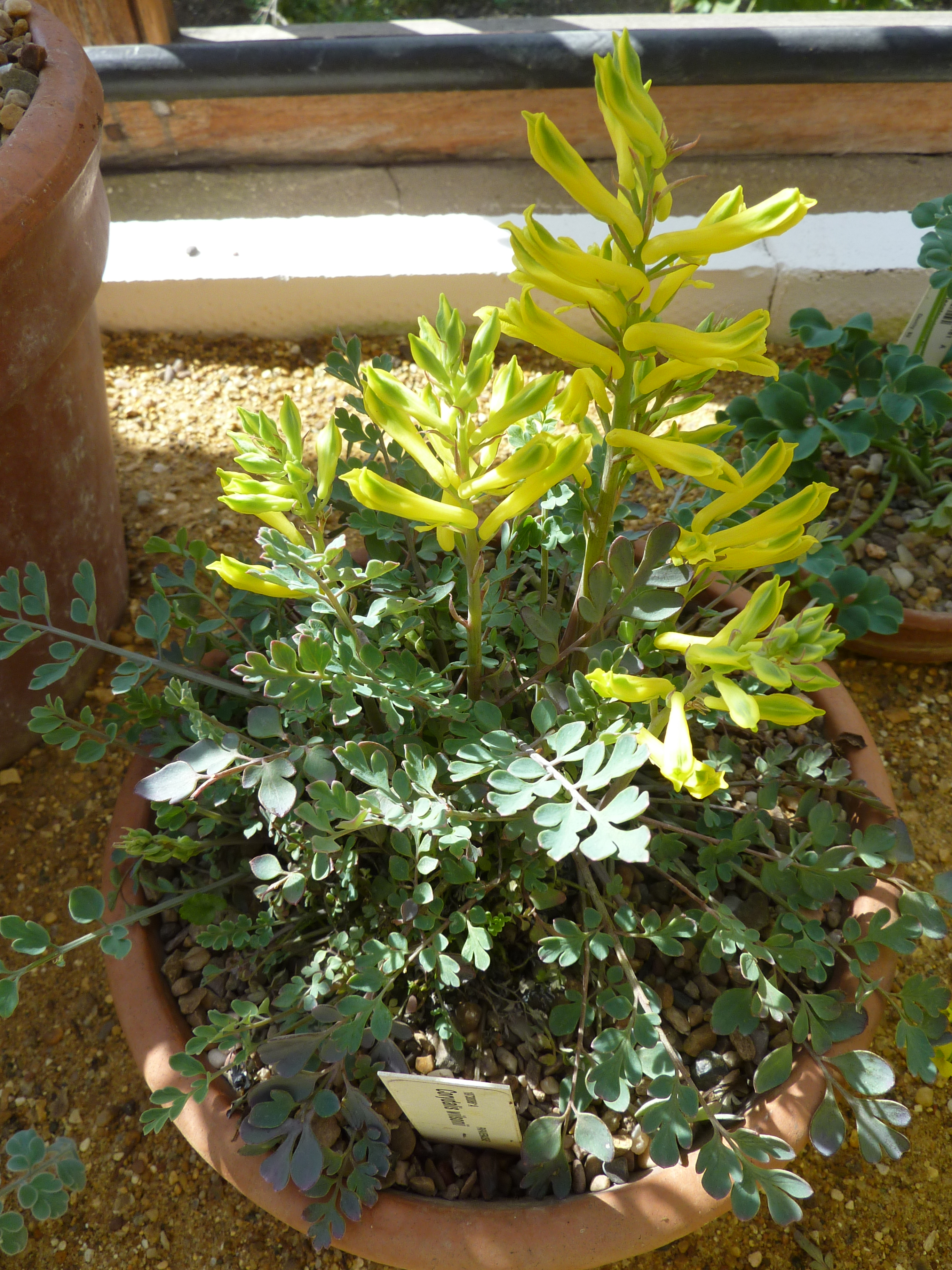